# Kaszkar (diecezja Kościoła Wschodu)
Diecezja Kaszkar lub Kaskar, była jedną z senioralnych diecezji Kościoła Wschodu, wchodziła w skład Prowincji Patriarszej. Jej istnienie jest potwierdzone w źródłach od IV do XII wieku, ale możliwe że ma starszą metrykę. Jest to tym bardziej prawdopodobne, że sami perscy chrześcijanie przypisywali jej miano najstarszej diecezji Kościoła Wschodu. Biskupi Kaszkaru mieli przywilej sprawowania pieczy nad patriarszym tronem w czasie między śmiercią patriarchy a wyborem jego następcy. Zwyczaj ten sprawił, że byli często wymieniani w źródłach z epoki, dzięki czemu dysponujemy pełniejszą listą biskupów tej diecezji w stosunku do innych biskupstw.

## Rys historyczny
Według podań diecezja w Kaszkarze była najstarszą diecezją na terenie Persji, założoną kilkadziesiąt lat przed powstaniem wspólnot chrześcijańskich w Seleucji-Ktezyfonie. Tradycja głosi, że początek dał jej apostoł Mari w I wieku i choć wielu uczonych kwestionuje dokładność tych podań, to organizacja kościelna w Kaszkarze najprawdopodobniej faktycznie była najstarszą na terenie Persji. Wątpliwości takich nie mieli tamtejsi chrześcijanie i w 410 roku na synodzie w Seleucji-Ktezyfonie, uznali roszczenia biskupa Kaszkaru do apostolskiego pochodzenia diecezji. Synod nadawał też biskupom z Kaszkaru tytuł strażników patriarszego tronu (natar kurya), co sprawiało, że byli de facto drugimi pod względem ważności dostojnikami kościelnymi w Kościele Wschodu.
Pierwszym historycznie potwierdzonym biskupem w Kaszkarze był Abdiszu, będący jednym z przeciwników roszczeń Papy bar Aggaja do sprawowania prymatu w kościele perskim. Ostatnim biskupem którego wymieniają źródła był Sabriszu, wspomniany z uwagi na przeniesienie z diecezji Qaimar do Kaszkaru przez patriarchę Eljasza III. Miało to miejsce pod koniec XII wieku. Od 1222 roku tytuł strażników patriarszego tronu zaczął przysługiwać metropolitom Bet Huzaje. Prawdopodobnie organizacja kościelna na terenie Kaszkaru przestała wówczas istnieć, lub zanikła na tyle że została włączona do innego biskupstwa.

## Lista biskupów
Dokładna liczba biskupów nie jest znana z powodu braku kompletnych źródeł. Mimo to nasza znajomość biskupów Kaszkaru, jest większa w stosunku do większości diecezji Kościoła Wschodu. Źródła wymieniają:
- Abdiszu, jednego z przeciwników Papy bar Aggaja, sprzeciwiającego się uznaniu prymatu biskupa Seleucji-Ktezyfonu w 315 roku[5].
- Pawła, męczennika z okresu prześladowań Szapura II, który zginął między 341 a 350 rokiem[7]
- Abdę, umęczonego w 377 roku[7].
- Maraja, który brał udział w synodzie w Seleucji-Ktezyfonie w 410 roku[4].
- Abnera, jednego z jedenastu znanych z imienia biskupów biorących udział w synodzie w 424 roku za pontyfikatu Dadiszu I[4].
- Abdiszu II, który brał udział w synodzie Achacego w 486 roku[4].
- Emanuela, który brał udział w synodzie w 497 roku, za pontyfikatu patriarchy Babaja[4].
- Szubalmarana, który brał udział w synodzie z 554 roku, za pontyfikatu patriarchy Józefa[4].
- Maraja II, który brał udział w synodzie z 576 roku, za pontyfikatu patriarchy Ezekiela[4].
- Symeona, który brał udział w synodzie z 585 roku, za pontyfikatu patriarchy Iszujaba I[4].
- Teodora, który brał udział w synodzie z 605 roku, za pontyfikatu patriarchy Grzegorza[4].
- Jazdapecha, którego źródła wymieniają go przy okazji opisu śmierci Iszujaba III w 659 roku[6].
- Abę, który zanim został patriarchą w 740/741 jako Aby II, był biskupem Kaszkaru[8].
- Izaaka, który brał udział w elekcji patriarchy w 773 roku, po śmierci Jakuba II[7].
- Brika-Baroję, który brał udział w synodzie z 790 roku, za pontyfikatu patriarchy Tymoteusza I[4].
- Zachariasza, który był obecny przy konsekracji patriarchy Iszu Bar Nuna w 823 roku[7].
- Izraela, wyznaczonego na biskupa przez patriarchę Sergiusza między 860 a 872 rokiem[6].
- Haniszu, który stał na straży tronu patriarszego po śmierci Enosza do wyboru Jana II[6].
- Dawida, który stał na straży tronu patriarszego po śmierci Jana IV do wyboru Abrahama III w 906[6].
- Izraela II, którystał na straży tronu patriarszego po śmierci Emanuela I w 960 do 961 roku, kiedy to sam został wybrany patriarchą[6].
- Abrahama, przeniesionego do Kaszkaru z Hamadanu przez patriarchę Abdiszu I[6].
- Iszu, wyznaczonego biskupem Kaszkaru przez patriarchę Mariego II[6].
- Symeona II, znanego z Chronografii Bar Szinaji[8].
- Mariego, który zmarł na krótko przed Janem VII, a zaszczyt opieki nad tronem patriarszym przypadł innemu biskupowi[6].
- Hormizda, obecnego przy konsekracji Abdiszu II w 1074 roku[6].
- Sabriszu z Qaimaru, przeniesionego do Kaszkaru przez patriarchę Eliasza III[6].